# Communauté de communes du Pont du Gard
Communauté de communes du Pont du Gard je společenství obcí (communauté de communes) v departementu Gard v regionu Languedoc-Roussillon. Vzniklo 15. listopadu 2002. Sídlem je obec Remoulins. Je pojmenováno podle významné památky Pont du Gard.

## Členské obce
- Aramon
- Argilliers
- Castillon-du-Gard
- Collias
- Comps
- Estézargues
- Fournès
- Meynes
- Montfrin
- Pouzilhac
- Remoulins
- Saint-Bonnet-du-Gard
- Saint-Hilaire-d’Ozilhan
- Théziers
- Valliguières
- Vers-Pont-du-Gard